# Niderhoff
Niderhoff (Duits: Niederhof im Saargau) is een gemeente in het Franse departement Moselle (regio Grand Est) en telt 284 inwoners (2005). De plaats maakt deel uit van het arrondissement Sarrebourg. Niederhof im Saargau was een grensgemeente tussen het Duitse Keizerrijk en Frankrijk tussen 1871 en 1918.

## Geschiedenis
In 1790 werd de gemeente ingedeeld bij het departement Meurthe. Bij de Vrede van Frankfurt stond Frankrijk het gebied in 1871 af aan het Duitse Keizerrijk]en werd het onderdeel van de Kreis Lörchingen en het Bezirk Lotharingen onder de naam Niederhof im Saargau.
Toen na de Eerste Wereldoorlog het gebied weer Frans werd bleven de departementsgrenzen zoals ze waren na 1871 en werd het district opgenomen als het nieuwe departement Moselle.
De in 1871 opgeheven kantons en arrondissementen werden hersteld en Niderhoff werd weer onderdeel van het kanton Lorquin en het arrondissement Sarrebourg.
Het arrondissement Sarrebourg fuseerde op 1 januari 2015 met het arrondissement Château-Salins tot het arrondissement Sarrebourg-Château-Salins. Op 22 maart 2015 werd het kanton Lorquin opgeheven en werden de gemeente opgenomen in het kanton Phalsbourg.

## Geografie
De oppervlakte van Niderhoff bedraagt 5,3 km², de bevolkingsdichtheid is 53,6 inwoners per km².
De onderstaande kaart toont de ligging van Niderhoff met de belangrijkste infrastructuur en aangrenzende gemeenten.

## Demografie
Onderstaande figuur toont het verloop van het inwonertal (bron: INSEE-tellingen).